# Holstianthus barbigularis
Holstianthus barbigularis är en måreväxtart som beskrevs av Julian Alfred Steyermark. Holstianthus barbigularis ingår i släktet Holstianthus och familjen måreväxter. Inga underarter finns listade i Catalogue of Life.